# 温恢
温 恢（おん かい、181年? - 225年?）は、中国後漢末期から三国時代の魏の武将・政治家。字は曼基。并州太原郡祁県の人。父は涿郡太守の温恕。

## 略歴
豪族の家に生まれたが、15歳の時に父を亡くした。その時は亡父の棺を守りながら、故郷に帰ったという。財産家であったが、乱世なのだから財産を持っていてもどうなるか分からないと言い、親族に亡父が遺した財産をすべて分与したという。そのことが評価されて孝廉に推挙され、郎中となった。間もなく、廩丘県令として赴任し治績を挙げた。以降も鄢陵県令・広川県令・彭城相・魯国相など地方官を歴任し、曹操の評価を受け召還されて、丞相主簿に任じられた。
208年に劉馥が死去すると、その後任として揚州刺史となり、再び地方に赴任した。曹操から丹陽太守だった揚州出身の蔣済を補佐として付けられ、合肥の守将張遼・楽進と相談し事に当たるよう、言い含められた。
219年、孫権率いる軍勢が合肥に侵攻した。温恢は兗州刺史の裴潜に対し、揚州方面よりも関羽がいる荊州方面を警戒すべきと忠告した。温恢は「川が増水しているのに、曹仁殿は城中に孤立し、危険に備えておられない。勇猛な関羽が利に乗じて攻めてくれば、災難を引き起こすだろう」と語っている。関羽は曹仁が守る樊城を攻撃し、于禁を捕虜とした。この時、裴潜と豫州刺史の呂貢に対し、援軍として赴くよう詔勅が出たが、温恢は「すぐに襄陽方面への出兵命令が出るだろうから、そちらに備えるべき」と忠告した。裴潜は輜重を置いて軽装兵で出発することにしたが、温恢の予想があたったため、面目を保つことができた。
220年、曹丕（文帝）の代になると再び召還され、侍中に昇進した。やがて魏郡太守に任命された。
数年後、持節・護羌校尉・涼州刺史として赴任するも、その途中で病に臥せてしまい、45歳で逝去した。
やがて嫡子が関内侯に封じられたが、早世したためいったん家系が断絶したという。後年に、その弟である温恭が関内侯に封じられ、亡兄の後を継いだという。

## 親族

### 子
- 温生（早世）
- 温恭

### 孫
温恭の子
- 温羨
- 温憺

その他三人の男子

### 曾孫
温羨の子
- 温祗
- 温允
- 温祐

温憺の子
- 温嶠 （東晋の明帝の近侍）

### 玄孫
温嶠の子
- 温放之（字は弘祖。使持節・輔国将軍・交州刺史を歴任し、始安公に封じられた）
- 温式之（字は穆祖。散騎常侍をつとめた）
- 温瞻
- 温光